# 酶聯螢光原位雜交
酶聯熒光原位雜交(catalyzed reporter deposition fluorescent in situ hybridization，CARD-FISH，直譯爲催化報告沉積熒光原位雜交)，是熒光原位雜交(FISH)的一種變形，可以更有效地增加信號強度，避免背景干擾。
在通常的FISH中，核酸探針被熒光分子直接標記；而在CARD-FISH中，探針與辣根過氧化物酶(horse radish peroxidase, HRP)相連。完成雜交後，洗去游離的探針，加入和熒光標記的tyramide和過氧化氫，將熒光連接在有探針結合的細胞的蛋白質上。這樣，一個探針可以將很多熒光分子沉積在細胞内，起到放大信號的作用，因此比普通的FISH更爲敏感。
但由於辣根過氧化物酶比普通熒光分子要大得多，無法通過細胞膜，因此實驗中必須對細胞做通透性處理。這樣對於具有不同外圍結構的細胞，通透性會相差很大並影響信號強弱。